# Weligton
Weligton Robson Pena de Oliveira, oder kurz Weligton (* 26. August 1979 in Fernandópolis, São Paulo), ist ein ehemaliger brasilianischer Fußballspieler.

## Karriere
Der Innenverteidiger spielte bis 2003 in seiner Heimat beim Paraná Clube. Im Sommer 2006 wechselte er vom FC Penafiel zum Grasshopper Club Zürich. Seit der Saison 2007/08 spielt er beim spanischen Verein FC Málaga.